# Kenyaglasögonfågel
Kenyaglasögonfågel (Zosterops flavilateralis) är en fågelart i familjen glasögonfåglar inom ordningen tättingar.

## Utseende och läte
Kenyaglasögonfågel är en liten, spetsnäbbad tätting som liknar en sångare. Undersidam är gul och runt ögat syns en smal vit ögonring. Den är mycket lik kanariegul glasögonfågel, men har mindre gult ovan näbben och är generellt inte lika bjärt färgad. Vanligaste lätet är ett ljust och stigande skaller, medan sången består av en dämpad och pratig serie. 

## Utbredning och systematik
Fågeln förekommer i östra Afrika och delas in i två underarter med följande utbredning:
- Z. f. jubaensis – södra Etiopien, norra Kenya (söderut till Kulal) samt södra Somalia
- Z. f. flavilateralis – östra, centrala och södra Kenya till nordöstra Tanzania

Tidigare behandlades den som en del av abessinglasögonfågel (Zosterops abyssinicus) och vissa gör det fortfarande.

## Levnadssätt
Kenyaglasögonfågeln hittas i torr törnsavann, öppet skogslandskap och buskmarker. Den ses vanligen i mycket aktiva grupper och slår ofta följe med artblandade kringvandrande flockar.

## Status och hot
Arten har ett stort utbredningsområde, men tros minska i antal, dock inte tillräckligt kraftigt för att den ska betraktas som hotad. Internationella naturvårdsunionen IUCN listar arten som livskraftig (LC).